# Skeppar Olofs gränd

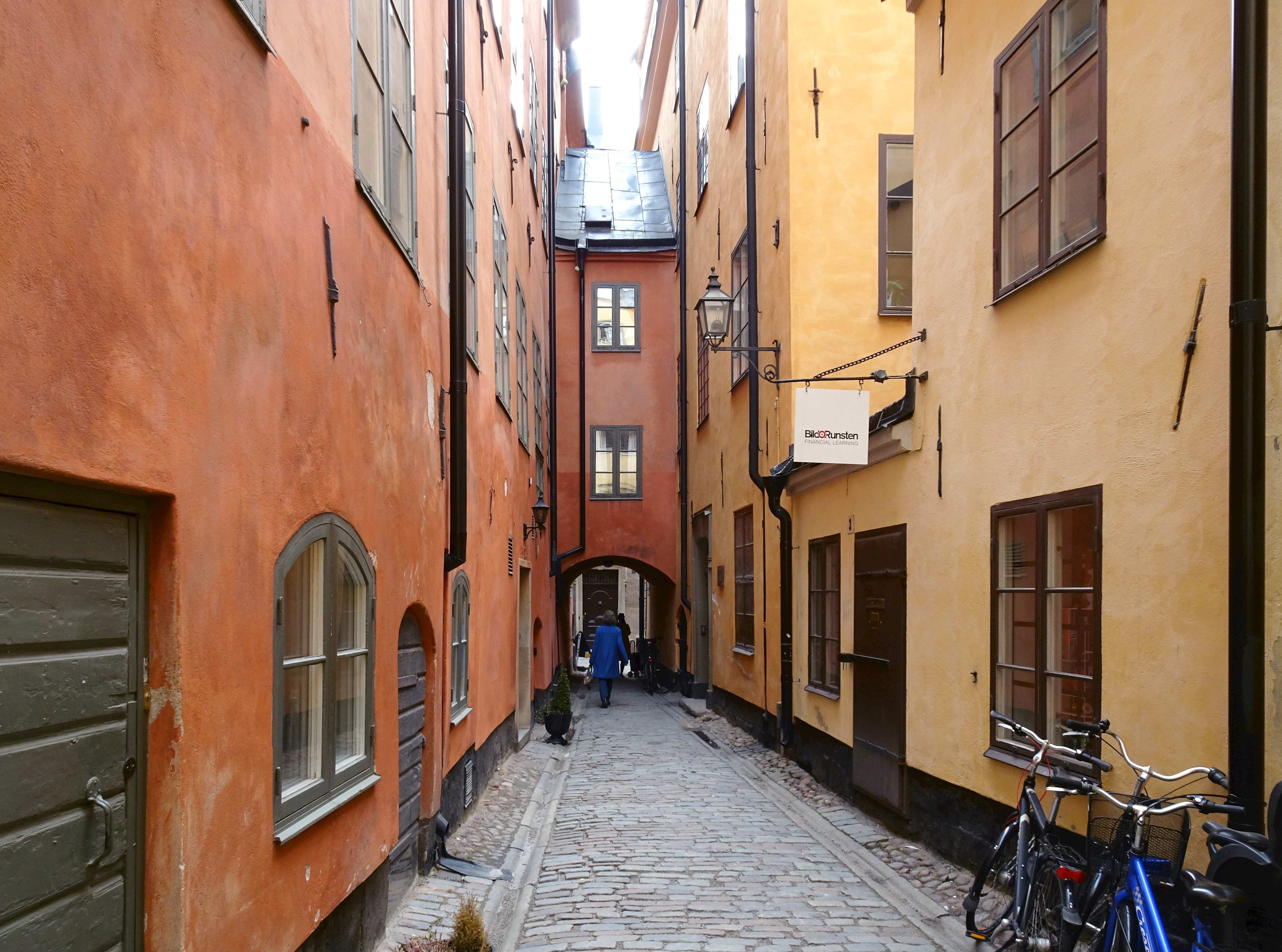
Skeppar Olofs gränd mot syd.

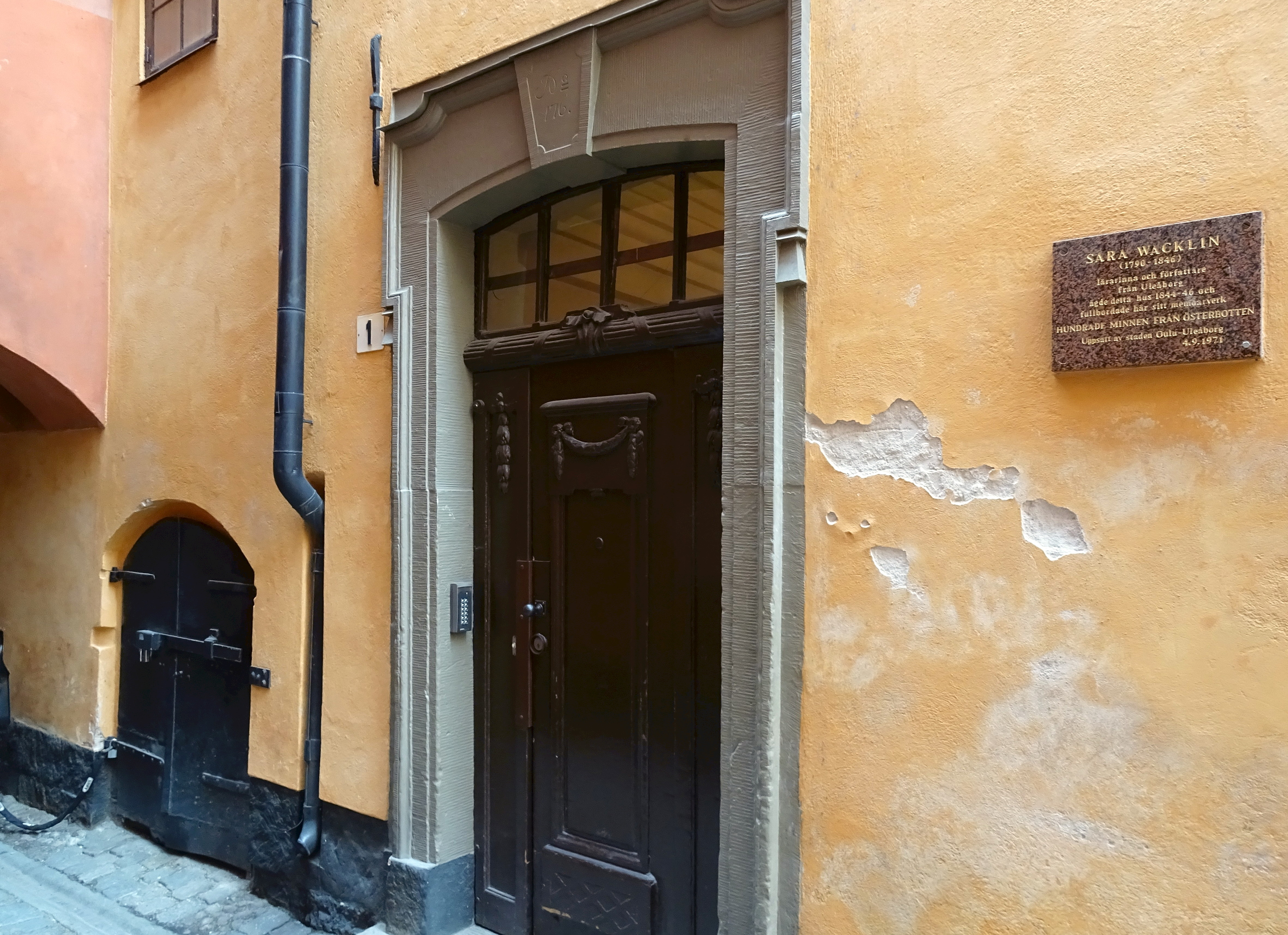
Skeppar Olofs gränd nr 1.

Skeppar Olofs gränd är en gränd i Gamla stan i Stockholm som går mellan Köpmangatan och Trädgårdsgatan. 

## Historik
Gränden har fått sitt namn efter Olof Eriksson (död 1555 och begravd i Storkyrkan), känd som Skeppar Olof, skeppare och rådman i Stockholm och sedan 1525 i Gustav Vasas tjänst. År 1526 blev han skeppare på örlogsfartyget Ugglan. Skeppar Olof var en av kungens främsta kraft i upprättandet av den svenska flottan. Han var både skeppsmästare och befälhavare. Han blev en förmögen man som ägde flera gårdar i Stockholm, en av dem låg vid gränden som 1548 omnämns första gången som Skeppar Olaffz grend.
I gränden märks en överbyggnad med valv mot Köpmangatan som uppfördes 1570. Huset Skeppar Olofs gränd nr 1 har sitt gamla husnummer (No 176) i behåll. Huset ägdes mellan 1844 och 1846 av författarinnan Sara Wacklin. En stentavla uppsatt av staden Uleåborg 1971 påminner om det. Hon dog här 1846 i sviterna av en lunginflammation.